# An Alien Enemy
An Alien Enemy er en amerikansk stumfilm fra 1918 af Wallace Worsley.

## Medvirkende
- Louise Glaum som Neysa von Igel / Frau Meyer
- Mary Jane Irving som Fräulein Bertha Meyer
- Thurston Hall som David J. Hale
- Albert Allardt som Emil Koenig
- Charles Hammond som Adolph Schmidt